# Kot (Einheit)
Kot (rum.: Cot, Plural: Coți, von Latein: cubitus; der Ellenbogen) war ein Längenmaß in der Moldau, das als Leinwand- und Seiden-Elle diente.
- 1 Kot =  9/10 Ellen (Preuß.) = 631/1000 Meter = 0,631 Meter